# Martin Schwarz
Martin Schwarz (Winterthur, 1946) is een Zwitserse graficus en boekuitgever.

## Leven en werk
Schwarz werd geboren en groeide op in Winterthur. Hij volgde van 1963 tot 1967 een grafische opleiding bij de kunstenaar Heinz Keller en aan de Kunstgewerbeschule Zürich in Zürich. Vanaf 1968 is hij werkzaam als kunstenaar en boekuitgever, fotograaf en illustrator.
De kunstenaar woont en werkt in Winterthur (kanton Zürich) en Schrozberg-Bartenstein (deelstaat Baden-Württemberg). Schwarz is lid van de Künstlergruppe Winterthur en stelt regelmatig tentoon in Zwitserland en Duitsland. Hij droeg in 2006 bij met het kunstwerk Kleine Schweiz aan het beeldenpark Il Giardino di Daniel Spoerri van de Zwitserse kunstenaar Daniel Spoerri in Seggiano (regio Toscane).